# بيرفينيوم
بيرفينيوم Pyrvinium
هو من طاردات الديدان الفعالة على الدودة الدبوسية، تم تحضير العديد من أشكال بيرفينيوم مع أنيونات عكسية، كالهاليدات والتوسيلات والتريفلات والباموات.
يمكن لأملاحه أيضاً أن تثبط نمو الخلايا السرطانية. وبشكل أكثر تحديداً، تبين أن لأملاح الباموات سمية تفضيلية للعديد من خطوط الخلايا السرطانية خلال مخمصة الغلوكوز.

## التخليق
يستند اصطناعه على طريقة اصطناع سكراب Skraup synthesis واصطاع بال-كنور Paal-Knorr synthesis.
وحديثاً، أفادت التقارير بوجود طريقة تصنيع بديلة متقاربة لأملاح تريفلات البيرفينيوم من خلال اصطناع فريدلاندر Friedländer synthesis.